# Gina Miles
Gina Miles (San Francisco, 27 novembre 1973) è una cavallerizza statunitense, vincitrice della medaglia d'argento nel Completo individuale, alle olimpiadi di Pechino 2008.

## Palmarès
- Olimpiadi

Pechino 2008: argento nel completo individuale.